# Cabinet of Curiosities
Cabinet of Curiosities is het eerste studioalbum van de Nederlandse multi-instrumentalist Jacco Gardner. Het album is uitgebracht op 11 februari 2013. Het album bereikte een top-5 positie in de albumcharts. De drums worden gespeeld door Jos van Tol, de overige instrumenten door Gardner.

## Lijst van nummers
Alle teksten zijn geschreven door Jacco Gardner, alle muziek is geschreven door Jacco Gardner.
| 1.                 | Clear The Air             | 3:39 |
| 2.                 | The One Eyed King         | 2:24 |
| 3.                 | Puppets Dangling          | 3:41 |
| 4.                 | Where Will You Go         | 3:23 |
| 5.                 | Watching The Moon         | 3:51 |
| 6.                 | Cabinet Of Curiosities    | 2:46 |
| 7.                 | The Riddle                | 4:24 |
| 8.                 | Lullaby                   | 3:01 |
| 9.                 | Help Me Out               | 2:55 |
| 10.                | Summer's Game             | 3:15 |
| 11.                | Chameleon                 | 4:09 |
| 12.                | The Ballad Of Little Jane | 4:06 |
| Totale duur: 41:34 |                           |      |